# Justiça 2
Justiça 2 é a segunda temporada da série de televisão brasileira Justiça, transmitida pelo serviço de streaming Globoplay de 11 de abril de 2024 a 23 de maio do mesmo ano. A temporada contém 28 episódios que foram produzidos pelos Estúdios Globo.
Escrita por Manuela Dias com colaboração de Walter Daguerre e João Ademir, tem pesquisa de texto de Aline Maia; direção de Mariana Betti, Pedro Peregrino e Ricardo França e direção geral e artística de Gustavo Fernandez.
Assim como a temporada anterior, Justiça 2 não tem um protagonista definido. As diferentes tramas que se cruzam nesta temporada, são dos personagens interpretados por Alice Wegmann, Murilo Benício, Juan Paiva, Belize Pombal, Nanda Costa, Paolla Oliveira, Júlia Lemmertz, Marco Ricca, Danton Mello e Leandra Leal.

## Premissas
Toda a temporada se passa em Ceilândia, no Distrito Federal. Em episódios específicos é contado uma trama, onde se desenrola a busca por justiça.

### Balthazar Gomes da Silva
A primeira história é de Balthazar (Juan Paiva), um motoboy honesto acusado de assaltar seus ex-patrões, Nestor (Marco Ricca) e Silvana (Maria Padilha). Ele, que vive na comunidade do Sol Nascente, em Ceilândia, Distrito Federal, e cuida da avó doente, passa sete anos na cadeia e levanta a conversa sobre injustiças contra a população negra.

### Jayme Teixeira
A segunda história é a de Jayme (Murilo Benício), empresário preso após sua sobrinha Carolina (Alice Wegmann) revelar ter sido estuprada por ele durante a adolescência. A decisão da jovem confronta a própria família, que é dependente financeiramente do acusado, um homem bem-sucedido e dono de supermercado.

### Geiza Lima
A terceira história é da manicure Geíza (Belize Pombal) que é presa ao matar o traficante Renato (Filipe Bragança). Ela vive na comunidade de Sol Nascente, em Ceilândia, Distrito Federal, e não suporta o som alto colocado por um traficante playboy que criou uma boca de fumo em frente à sua casa, impossibilitando que ela e sua filha, Sandra (Gi Fernandes), durmam adequadamente por meses.

### Milena Souza de Jesus
A quarta e última história apresentada é a de Milena (Nanda Costa), uma aspirante a cantora que comete pequenos crimes para sobreviver. Ela, no entanto, é condenada a sete anos de prisão por um crime da famosa empresária musical Jordana (Paolla Oliveira). Depois que Milena deixa a prisão, ela faz uma proposta a Jordana e as duas vivem um romance.
Balthazar, Jayme, Geiza e Milena são presos no mesmo dia e passam sete anos encarcerados. O público, então, verá como cada um deles retoma a vida ao sair da cadeia, buscando a justiça que vai além da lógica dos processos judiciários.

## Elenco
Em ordem de lançamento
Caso Balthazar
- Juan Paiva como Balthazar Gomes da Silva
- Marco Ricca como Nestor Rebouças
- Maria Padilha como Silvana Rebouças[6]
- Luciano Mallman como Cassiano Cardona
- Jorge Guerreiro como João Cardona
- Jéssica Marques como Larissa
- Helena Kern como Maria Eduarda Rebouças
- Dja Marthins como Regina Pereira Gomes
- Amir Haddad como Galdino
- Breno da Matta como Túlio

Caso Jayme
- Alice Wegmann como Carolina Teixeira
- Murilo Benício como Jayme Teixeira
- Júlia Lemmertz como Júlia Teixeira
- Leandra Leal como Arlete / Kellen Aparecida
- Fábio Lago como Darlan
- Giovanni Venturini como Elias Teixeira[7]
- Rita Assemany como Ingrid Teixeira[8]
- Adriano Garib como Olavo Ferrero[9]
- Raíssa Xavier como Moema
- Muse Maya como Ênya
- Túlio Starling como Gabriel
- Aramis Trindade como Delegado Dumas

Caso Geiza
- Belize Pombal como Geiza Lima
- Gi Fernandes como Sandra Lima
- Danton Mello como Abílio Fayete[10]
- Filipe Bragança como Renato Fayete
- Vinicius Teixeira como Pascoal
- Elder de Paula como Delegado[11]

Caso Milena
- Nanda Costa como Milena Souza de Jesus[12]
- Paolla Oliveira como Jordana Juarez[13]
- Marcello Novaes como Egisto[14]
- Juliana Xavier como Ana Cristina da Silva / Luara
- Xamã como Naldo (Naldinho)
- Tereza Seiblitz como Santana Souza de Jesus[15]
- Evandro Mesquita como Carlos Spíu
- Alexandre Rodrigues como Diógenes Juarez Junior (Diuzinho)[16]

## Produção
Em maio de 2022, a TV Globo anunciou que a premiada minissérie Justiça (2016) ganharia uma nova temporada exibida exclusivamente pelo serviço de streaming Globoplay. A continuação da produção indicada ao Emmy Internacional como Melhor Série em 2016, segue com a assinatura de Manuela Dias e o mesmo formato da primeira temporada e previsão de estreia para o segundo semestre de 2023. As gravações se iniciaram em março de 2023 em Ceilândia e Sol Nascente, regiões administrativas do Distrito Federal, encerrando-se em julho nos Estúdios Globo. O primeiro teaser da série foi exibido em durante painel do Grupo Globo no Rio2C. Os personagens de Alice Wegmann, Nanda Costa, Paolla Oliveira, Juan Paiva e Murilo Benício foram os destaques nas primeiras imagens.
Durante a CCXP de 2022, Leandra Leal foi confirmada como a primeira e única integrante do elenco original que retornaria a sequência. Alice Wegmann foi o primeiro nome inédito a ser anunciado, como Carolina, uma jovem abusada pelo tio. Em 2021 e 2022, durante suas respectivas saídas do Big Brother Brasil, Maria Bomani e Karol Conká surgiram boatos que ambas integrariam a trama, mas a informação foi negada logo em seguida pelas duas assessorias. Após estrelar Cara e Coragem e sem nenhum papel fixo desde o fim de Amor de Mãe, Paolla Oliveira e Nanda Costa foram respectivamente confirmadas como protagonistas de uma das tramas da história. Marcello Novaes deixou o elenco de Fuzuê para assumir um papel no mesmo núcleo. Destaque em Um Lugar ao Sol, Juan Paiva foi escolhido como Balthazar, marcando seu primeiro protagonista desde que estreou na TV Globo. Murilo Benício, Júlia Lemmertz e Giovanni Venturini foram integrados ao núcleo da personagem de Alice Wegmann, enquanto Marco Ricca e Amir Haddad ao de Juan Paiva.  A série marca a estreia de  Xamã como ator, dando vida ao bandido Naldinho, parceiro de Milena (Nanda Costa). A trama marca o retorno de Maria Padilha a emissora, uma vez que seu último trabalho foi em  A Regra do Jogo. 

## Episódios
| N.º na série | N.º na temp. | Título        | Dirigido por                                                       | Escrito por                                 | Lançamento          |
| --- | ------------ | ------------- | ------------------------------------------------------------------ | ------------------------------------------- | ------------------- |
| 21 | 1            | "Episódio 1"  | Ricardo França, Mariana Betti, Pedro Peregrino e Gustavo Fernandez | Manuela Dias, Walter Daguerre e João Ademir | 11 de abril de 2024 |
| Em 2016, na cidade de Ceilândia, o motoboy Balthazar é parado em uma blitz e revistado pelos policiais, os quais tiram uma foto dele sem dar satisfação. Balthazar trabalha no restaurante Canto do Bode de Galdino, pai de Silvana. O genro de Galdino, Nestor, aconselha o sogro a terceirizar serviços em seu restaurante e empreender no fastfood por aplicativo. Balthazar compra uma cadeira de rodas para o aniversário da sua avó Regina, que às vezes é cuidada por Larissa, namorada de Balthazar. A saúde de Regina acaba se agravando e os medicamentos para o tratamento são caros, forçando Balthazar a pedir um adiantamento para Galdino, mas Nestor o impede. Balthazar começa a ser entregador do aplicativo "!Pack" com a terceirização do Canto do Bode, e se esforça para que tenha boas avaliações. Com o aperto financeiro, ele deixa sua moto como garantia na farmácia onde compra os remédio da avó, e usa uma bicicleta emprestada pela namorada para trabalhar. Regina é hospitalizada e Balthazar vai até o Canto do Bode buscar sua indenização, devido a terceirização, e tem seu direito negado por Nestor que o ameaça. Mais tarde, o restaurante acaba sendo assaltado por dois ladrões e Nestor e Silvana culpam Balthazar por isso, que é preso e depois condenado também por um homicídio que não cometeu. No dia seguinte, um jornal local é impresso com quatro notícias e o título de uma delas diz: "Motoboy é preso por assaltar o restaurante onde trabalhava". Em 2024, após sair da prisão graças a Cassiano Cardona, um advogado paralítico que conseguiu provar sua inocência, Balthazar visita o túmulo da avó e depois fica surpreso quando Cassiano lhe pede ajuda para se vingar de Nestor, por este último ter o deixado na cadeira de rodas no passado. |              |               |                                                                    |                                             |                     |
| 22 | 2            | "Episódio 2"  | França, Betti, Peregrino e Fernandez                               | Dias, Daguerre e Ademir                     | 11 de abril de 2024 |
| Em 2016, Carolina volta para Ceilândia após dez anos morando fora e trás seu marido Gabriel para conhecer sua família, porém, a vinda deles é devido a falência do quiosque em que trabalhavam no Rio de Janeiro. Ela não se sente confortável na presença do seu tio Jayme, que lhe abusou sexualmente por dois anos quando ela tinha 15/16 anos, e isso foi o motivo dela ter ido embora de casa na maioridade. Sua família não sabe do crime, e desde sempre, eles foram amparados financeiramente por Jayme devido os lucros do supermercado dele. Jayme oferece um emprego a Gabriel no seu supermercado, numa tentativa de deixar Carolina na cidade. Um dia, Julia, mãe de Carolina, passa mal e necessita de medicamentos que Jayme pede para Carolina ir buscar em seu supermercado, pois o entregador sofreu um acidente. Ela vai com Gabriel e ao entrar sozinha no escritório do tio, é assediada por Jayme. Carolina conta sua história ao namorado e juntos decidem voltar para o Rio, e Julia preocupada pede para que Jayme convença a jovem não ir. Carolina resolve contar a verdade para sua mãe sobre os abusos do passado, mas Julia pede para que ela não denuncie Jayme pelo bem financeiro da família, o que choca Carolina. Ao saber da verdade, a família de Carolina a acusa de ter seduzido Jayme quando era adolescente e a moça discute com todos. Carolina acaba denunciando o tio, mostrando um vídeo antigo sendo abusada e Jayme é preso. No dia seguinte, um jornal local é impresso com quatro notícias e o título de uma delas diz: "Dono de supermercado é detido por estuprar a sobrinha". Em 2024, Jayme sai da prisão e agradece a Nestor por ter facilitado sua vida no presídio nos últimos sete anos, e depois volta para a casa de Júlia onde é bem recebido, e pede perdão para Carolina. |              |               |                                                                    |                                             |                     |
| 23 | 3            | "Episódio 3"  | França, Betti, Peregrino e Fernandez                               | Dias, Daguerre e Ademir                     | 11 de abril de 2024 |
| Em 2016, na região de Sol Nascente, a manicure Geíza vive com sua filha Sandra, que está se preparando para o ENEM. Sandra não quer fazer o exame, preferindo entregar panfletos para receber dinheiro e ajudar a mãe, mas Geíze não aceita isso e aconselha a jovem a seguir nos estudos. Um vizinho traficante de drogas, Renato, se muda para o bairro e começa a perturbar a vizinhança com o som alto, intimidando qualquer um que venha lhe pedir para baixar o volume. Uma das clientes de Geíza é Kellen, que após os eventos da primeira temporada, se mudou para o DF e agora é casada com Darlan, dono da cadela e "dog-influencer" Beth. Kellen conta para Geíza que não fala com Douglas há muito tempo e que agora tem visão de empreendedorismo. Um mês depois, Renato continua a perturbar sua vizinhança com o som alto, sem parar. Geíza acaba discutindo com ele e quebra a caixa de som, enfurecendo o rapaz que agride fisicamente a mulher. Mais tarde, Abílio, o pai de Renato, tenta convencê-lo a voltar para casa, mas o rapaz não aceita e expulsa o pai da vizinhança. Sandra acaba chegando atrasada na escola em que iria fazer o ENEM, e os portões são fechados deixando-a desesperada. Mais tarde, Renato liga novamente sua caixa de som, estressando Sandra que o xinga muito fazendo o rapaz invadir sua casa e atacá-la. Geiza chega a tempo de salvar a filha e mata Renato jogando uma cadeira na cabeça dele. Em momento de desespero, as duas decidem fugir para o Maranhão, mas Geiza é pega e presa por assassinato. No dia seguinte, um jornal local é impresso com quatro notícias e o título de uma delas diz: "Traficante de classe média morre por causa de som alto". Em 2024, Geíza sai da prisão e se reúne com a filha, que agora mora em uma pequena casa e trabalha como faxineira em uma empresa. Sandra fala que já morou na rua, e para conseguir se estabilizar aceitou ser parte de um esquema de corrupção oferecido por Abílio, o que choca Geíza. |              |               |                                                                    |                                             |                     |
| 24 | 4            | "Episódio 4"  | França, Betti, Peregrino e Fernandez                               | Dias, Daguerre e Ademir                     | 11 de abril de 2024 |
| Em 2016, Diógenes, o pai da empresária musical Jordana, morre. Ela e seu marido Egisto organizam o funeral privado dele em sua residência. Enquanto isso, Milena, uma jovem faz-tudo com o sonho de ser cantora, sai para realizar seu último assalto com Nandinho e sua quadrilha, no mesmo bairro em que Jordana e Egisto moram. Eles se passam por membros de uma empresa de mudanças e levam várias coisas de uma mansão e com os objetos furtados, Milena, que arromba cofres, se isenta de outros assaltos. No velório de seu pai, Jordana recebe a visita de Diuzinho, um homem que lhe entrega uma carta escrita pelo pai de Jordana afirmando que Diuzinho é seu meio-irmão. A mulher fica surpresa com a notícia e depois decide falar com ele em particular. Em conversa particular com o marido, Jornada expressa seu desejo de matar Diuzinho, uma vez que não quer dividir toda sua fortuna e fazendas com ele. Em seu escritório, Diuzinho alega que não quer nenhuma fortuna, mas acaba sendo drogado e baleado por Jordana. A energia é cortada na casa de Milena, a mãe dela, Santana, briga com ela por ela não ter pagado a conta. Milena decide resolver o problema, sai de casa e acaba roubando o carro de Egisto que passava pela região. Milena usa a bateria do carro para gerar energia em sua casa e depois descobre que no porta-malas está Diuzinho baleado, que revela em poucas palavras alguns nomes e morre. Jordana e Egisto decidem incriminar a pessoa que roubou o carro para não serem ligados a morte de Diuzinho, e ao tentar dar um fim ao carro com o corpo, Milena é pega e presa pela polícia. Na delegacia, Milena chega a confrontar Jordana, perguntando quem era o homem que morreu no carro. No dia seguinte, um jornal local é impresso com quatro notícias e o título de uma delas diz: "Após a morte do pai, empresária tem carro roubado". Após sete anos, em 2024, Milena sai da prisão e procura Jordana em sua gravadora. Ela revela saber o motivo pelo qual a empresária matou o meio-irmão, e pede para que ela lhe ajude a ascender profissionalmente no ramo musical, em troca de dar os documentos de Diuzinho.  |              |               |                                                                    |                                             |                     |
| 25 | 5            | "Episódio 5"  | França, Betti, Peregrino e Fernandez                               | Dias, Daguerre e Ademir                     | 18 de abril de 2024 |
| No cemitério, Balthazar fala como foi difícil os últimos anos na prisão, e diz ao Cassiano não querer se vingar de Nestor e Silvana, apesar de odiá-los. Ele se reencontra com Larissa, que agora trabalha em uma cooperativa de entregadores e ele diz que irá buscar uma estabilidade. Ele procura um trabalho como entregador no Pet shop de Carolina, mas ela diz que não estão contratando e que ela mesma está indo embora. Ele ganha um celular de uma senhora por ter limpado o quintal dela e mais tarde volta a trabalhar para a !Pack. Em uma das entregas, ele reencontra Silvana, e emocionado, fala que foi inocentado pelos crimes que o levaram a cadeia. Silvana demonstra culpa por ter mandado alguém inocente para a cadeia, para Nestor, agora um político rico. Nestor não se comove com o que a esposa lhe fala e pede para que ela fique longe de Balthazar. Silvana também chega a demonstra remorso quando Geíza vem cuidar de suas unhas, dizendo que essa história aconteceu com uma amiga dela. Nestor vai para uma festa privada onde há muitos homens ricos com suas acompanhantes de luxo ou amantes, e lá, Kellen aparece com algumas de suas garotas de programa, apresentando-se como dona de sua "agência de turismo" Las Primas. O senador Olavo sai com uma das garotas. Na manhã seguinte, Balthazar vai tomar banho de cachoeira com Larissa, e tenta reatar a relação com a jovem, mas ela o recusa por estar noiva. Silvana compra uma moto para dar a Balthazar como forma de se redimir, por necessidade, ele aceita, mas Nestor descobre e manda dois homens destruir a moto do rapaz e espancá-lo. |              |               |                                                                    |                                             |                     |
| 26 | 6            | "Episódio 6"  | França, Betti, Peregrino e Fernandez                               | Dias, Daguerre e Ademir                     | 18 de abril de 2024 |
| Com a volta de Jayme, Carolina diz a sua mãe que irá embora de Ceilândia. Ela fala que tentará trabalho como contadora na gravadora de Jordana, na região do Plano. Júlia não fica conformada com isso e conta para Jayme, que tenta persuadir a sobrinha a ficar. Carolina vai até a gravadora mas Egisto não a contrata, dizendo que o contador da empresa resolveu não largar a vaga e isso deixa Carolina decepcionada. Sabendo que sua mãe foi indiretamente culpada por ela não conseguir o emprego, por ter comentando para o Jayme e ele ter falado para o Egisto, Carolina discute com Júlia e esta última passa mal. Júlia é hospitalizada com um pequeno derrame e Carolina é assediada por Jayme no quarto do hospital onde Júlia está repousando. Júlia acorda e discute com Jayme sobre agarrar sua filha. Ele decide não ajudar a irmã financeiramente e a expulsa da casa da família. Carolina acaba se encontrando com Darlan no Pet shop, após falar com Balthazar, e Darlan acaba revelando que Kellen precisa de uma contadora para seus negócios. A fim de custear a estadia da mãe no hospital, Carolina explica sua situação, é contratada por Kellen e vai com ela para a festa do episódio anterior. Lá ela encontra Jayme, que não gosta de vê-la trabalhando com Kellen. Mais tarde, Carolina ajuda Moema, a garota de programa que saiu com o senador, a fugir, quando Olavo tem uma overdose no quarto. |              |               |                                                                    |                                             |                     |
| 27 | 7            | "Episódio 7"  | França, Betti, Peregrino e Fernandez                               | Dias, Daguerre e Ademir                     | 18 de abril de 2024 |
| Sandra se lamenta por ter aceitado entrar no esquema de corrupção, mas garante a Geíza que não recebe nenhum dinheiro, apenas seu salário de faxineira. Geíza não julga a filha, entendendo que na situação de rua em que Sandra estava, seria impossível não aceitar ser laranja na lavagem de dinheiro e cria um ódio por Abílio. No dia seguinte, Sandra fala com Abílio de que irá se mudar e quer demissão do emprego, o que ele diz não ser possível devido o trato que eles possuem. Um ano atrás, em 2023, Nestor pede para Abílio o seu CPF, para o esquema. Abílio tenta negar educadamente e Nestor lembra os favores que lhe fez quando Renato estava causando problemas. Ao sair do trabalho, Abílio é confrontado por Sandra que limpa para-brisa de carros na rua, e ela o segue até sua casa exigindo ajuda. Ela explica que morou por um tempo na casa de uma amiga após a condenação da mãe e depois virou moradora de rua. Abílio oferece uma oportunidade de emprego onde trabalha, mas com a condição dela ser laranja para o esquema de Nestor. Sandra então aceita. Nos dias atuais, Abílio fala a vontade de Sandra se demitir para Nestor, e ele não aceita isso. Geíza, ao cuidar das unhas de Silvana como visto no episódio 5, pergunta o que aconteceria judicialmente se alguém assinasse papéis sem conhecimento prévio do verdadeiro assunto, e disfarça a história dizendo que é uma vizinha que quer se separar do marido. Silvana não sabe responder ao certo. Geíza pede para que Sandra fotografe os papéis que ela assina para poderem entender melhor o que tudo significa. Abílio dar um envelope de dinheiro a mando de Nestor, para que Sandra não se demita, mas ela devolve o envelope e está determinada a sair. Mais tarde, é vazado o esquema de corrupção na impressa e para se prevenir do escândalo, Nestor pede para que Abílio recolha tudo que possa lhe comprometer, e no dia seguinte, ele confronta Sandra. Sandra discute com Nestor e Abílio por terem a persuadido a fazerem parte do esquema. Mais tarde, Geíza ameaça Abílio em seu apartamento com uma faca, exigindo que ele conte toda a verdade para imprensa. |              |               |                                                                    |                                             |                     |
| 28 | 8            | "Episódio 8"  | França, Betti, Peregrino e Fernandez                               | Dias, Daguerre e Ademir                     | 18 de abril de 2024 |
| Milena faz uma audição para Jordana e Egisto, provando que tem talento musical. Jordana aceita lançar a carreira dela em troca dos documentos de Diuzinho. Egisto não gosta da ideia de Jordana, mas ela não vê perigo em Milena, ressaltando que ela é esperta. Para conseguir os documentos, Milena conversou com Luara, namorada de Diuzinho na época da morte dele. Luara acredita que Jordana matou seu ex para evitar a divisão de patrimônio, e aconselha Milena pensar bem no que vai fazer. Milena conta a verdade para sua mãe sobre o motivo da sua prisão. No dia seguinte, ela assina contrato com a Jordana Records e entrega os documentos. Milena passa por uma transformação visual para ter uma identidade artística e vai para a festa do episódio 5 com Jordana. Egisto continua cada vez mais desconfiado e descobre o endereço de Milena. Ele conhece Santana, bisbilhota o quarto de Milena e encontra a pasta com as cópias de documentos, mas não consegue levá-la. Milena substitui um cantor que não pode comparecer a festa e começa a ganhar visibilidade nas redes sociais, para a surpresa de Jordana. Na manhã seguinte, Egisto leva Milena para casa e diz sobre ter visto a pasta. Durante a noite, Milena aparece na casa de Jordana e entrega a pasta com as cópias dos documentos de Diuzinho e diz que não pretendia usá-los e revela que Egisto foi até sua casa por desconfianças. A situação então fica tensa entre Jordana e Egisto. |              |               |                                                                    |                                             |                     |
| 29 | 9            | "Episódio 9"  | França, Betti, Peregrino e Fernandez                               | Dias, Daguerre e Ademir                     | 25 de abril de 2024 |
| Em 2012, Cassiano era um nadador profissional e recém-casado com João. Na noite da viagem de núpcias, o casal sofre um ataque homofóbico de Nestor em um bar. Nestor agride João com uma raquete e deixa Cassiano gravemente ferido, resultando em sua paraplegia. No presente, Cassiano visita Balthazar no hospital e juntos decidem se vingar de Nestor por tudo que ele causou aos dois. Balthazar volta para sua cabana humilde, demonstra seu amor por Larissa e tem relações sexuais com ela, apesar dela estar noiva de Túlio. Silvana questiona o que Nestor fez com Balthazar e o homem confessa que mandou agredi-lo e confiscar sua moto; ele também dá um soco no abdômen de Silvana. Silvana compra outra moto, desta vez de forma anônima, para Balthazar, que recusa o veículo. Silvana confessa todos os crimes do marido e Balthazar a filma sem ela perceber, mostrando mais tarde o vídeo para Cassiano, que resulta numa discussão com João pela fixação do marido em se vingar. Cassiano e Balthazar vão até a casa de Geíza e Sandra, pedir para que elas confessem os roubos de Nestor e, mais tarde, as duas aparecem na casa de Cassiano dizendo que Nestor quer matá-las. Nestor vai para seu comício de pré-candidatura a deputado em Brasília, onde lá ocorre um show de Milena. Jayme fala para Nestor que Sandra irá dar uma entrevista para um jornalista e dizer toda a verdade do esquema, e Nestor o manda buscar as duas já que ele conhece o jornalista. Cassiano, Balthazar, Geíza e Sandra estão esperando o motorista do jornalista, mas Jayme chega se passando pelo motorista e leva embora Geíza e Sandra. As mulheres conseguem fugir do carro após virem Nestor se aproximando em outro carro. Nestor persegue as duas com uma arma. Ao perceber depois que tudo é uma armadilha, Balthazar sai atrás delas. |              |               |                                                                    |                                             |                     |
| 30 | 10           | "Episódio 10" | França, Betti, Peregrino e Fernandez                               | Dias, Daguerre e Ademir                     | 25 de abril de 2024 |
| A estadia de Júlia no hospital está se tornado mais cara e Carolina não sabe o que fazer para pagar a dívida alta, mas jura pagar o local para evitar a transferência da mãe para um hospital público. Jayme se encontra com Kellen para dizer que Nestor irá dar uma quantia significativa, para que ela consiga persuadir Moema a declarar-se dona das drogas que resultou no internamento do senador Olavo. Ele também pede para que ela demita Carolina de sua agência, mas sem sucesso. Carolina questiona seu salário baixo na agência de Kellen, e Kellen sugere que ela lucraria mais se fizesse programa. Kellen pede ajuda a Carolina para persuadir Moema assumir a responsabilidade pelas drogas de Olavo, o que é feito, mas Moema foge com a parte do dinheiro recebido por Kellen, antes de ser presa. Carolina não tem outra escolha a não ser pedir um empréstimo ao tio Jayme para pagar a dívida do hospital, mas Jayme põe a mão nas partes íntimas dela sem permissão, fazendo Carolina desistir do acordo. Jayme conta para Júlia que Carolina trabalha em uma agência de garotas de programa, e mais tarde, Carolina diz a mãe que é apenas contadora do lugar. Carolina tenta pedir dinheiro emprestado ao seu ex-marido Gabriel, mas sem sucesso, e chega a conversar com sua tia Ingrid que também a nega dinheiro. Kellen é forçada a pagar de volta a Nestor o valor que foi roubado por Moema e em troca exige que o nome de sua agência não saia nos jornais. Ela pede que Nestor invente uma história para limpar a imagem do senador. Nestor se encanta por Carolina e pede para que Kellen a convença a dormir com ele, em troca, daria dinheiro para ela pagar a dívida do hospital. Carolina não tem outra escolha, se encontra com Nestor e depois paga a conta do hospital evitando que sua mãe fosse realocada em outro lugar. |              |               |                                                                    |                                             |                     |
| 31 | 11           | "Episódio 11" | França, Betti, Peregrino e Fernandez                               | Dias, Daguerre e Ademir                     | 25 de abril de 2024 |
| Com uma faca, Geíza mantém Abílio como refém e os dois entram no apartamento deste último. Geíza encontra a arma de Nestor e em momento de fúria atira na parede, ameaçando matar Abílio se ele não ligar para Nestor vir até eles. Abílio liga para Nestor vir até seu apartamento e ele oferece dinheiro e proteção para Geíza, em troca dela parar de forçá-los a desistir de Sandra. No dia seguinte, horas antes de Nestor dar uma entrevista, Abílio aparece com a caixa de coisas comprometedoras e Nestor pede mais uma vez para que ele a mantenha guardada. Abílio então elimina os arquivos com fogo e guarda a arma de Nestor. Geíza e Sandra decidem fugir para a Cidade de Goiás e conhecem Cassiano e Balthazar como visto no episódio 9. Sandra fala para sua mãe que sentiu verdade nas palavras de Cassiano sobre oferecer ajuda. Após verem a entrevista de Nestor na TV, onde ele fala que Sandra é uma criminosa, Geíza e a filha decidem procurar Kellen que conhecia o jornalista que expôs o esquema de Nestor, mas descobrem que ele foi assassinado. Mãe e filha decidem procurar Cassiano por ajuda, dizendo que Nestor pode matá-las e ele instiga elas a contarem a verdade para Mauro, um amigo jornalista. Durante o show de Milena após o comício de Nestor, como visto no episódio 9, Abílio aparece para entregar a arma de Nestor e confessar a ele que queimou todos os seus arquivos. Jayme ao saber da futura entrevista de Sandra, informa a Nestor, e os dois vão atrás de Geíza e da filha. Depois de oferecer carona a Geíza e Sandra se passando pelo motorista de Mauro, Jayme é atacado pelas mulheres que fogem do carro. Elas são perseguidas nas ruas por Nestor. Geíza é baleada na perna. Em um beco sem saída, Sandra é baleada por Nestor, enquanto Balthazar ver a cena de longe. |              |               |                                                                    |                                             |                     |
| 32 | 12           | "Episódio 12" | França, Betti, Peregrino e Fernandez                               | Dias, Daguerre e Ademir                     | 25 de abril de 2024 |
| Egisto confessa para Jordana que foi na casa de Milena, pois estava desconfiado dela e ressalta que sempre esteve certo a respeito da mulher em relação ter cópias dos documentos de Diuzinho. Ele faz Jordana refletir sobre Milena possuir uma cúmplice, já que ela descobriu os documentos após sair da prisão e pede para que Jordana se afaste dela. Egisto se encontra com Jayme para receber seu pagamento por vender seus caça-níqueis, mas recebe metade do dinheiro, o que o põe em dúvida se quer ou não abrir mão de seu negócio. Jordana é aconselhada a não ser mais produtora de Milena, passando-a para o produtor Carlos Spíu. Spíu começa a exigir muito de Milena nos ensaios, deixando-a mais cansada e frustrada. Mais tarde, ela se encontra com Nandinho, que agora organiza eventos de shows de rua com paredões, e ela se oferece para fazer uma performance depois. Em conversa com Jordana e Egisto, Milena pede para que eles continuem investido nela devido o acordo que fizeram, mesmo a cantora dizendo que não irá prejudicá-los com a história de Diuzinho. Falta energia no estúdio e eles ficam presos na sala, Egisto começa a passar mal e Milena liberta eles ao destrancar a porta. Após ter alta do hospital, Egisto e Jordana são opostos em continuar mantendo Milena por perto e Jordana sai para desparecer. Ela e Milena vão para o show organizado por Naldinho e a cantora faz sucesso, encantando Jordana. As duas demonstram mais proximidade e após Jordana aceitar administrar a carreira de Milena novamente, ela marca um show no comício de Nestor. No fim do show, Luara se encontra com Milena e pede para que ela lhe der dinheiro por também saber sobre documentos. Na manhã seguinte, Milena pede dinheiro para Jordana com a história de que sua mãe irá fazer uma cirurgia, e ao receber, ela é confrontada por Luara na frente da gravadora. Milena lhe dá o dinheiro, mas as duas são vistas por Jordana pela câmera de segurança. |              |               |                                                                    |                                             |                     |
| 33 | 13           | "Episódio 13" | França, Betti, Peregrino e Fernandez                               | Dias, Daguerre e Ademir                     | 2 de maio de 2024   |
| Sandra foi morta e Cassiano insiste para Balthazar divulgar o vídeo que fez de Silvana. Os dois tentam dar suas condolências no enterro de Sandra, mas são expulsos por Geíza. Balthazar conta a história de Sandra para Larissa e se lamenta por não ter impedido o assassinato da garota pelas mãos de Nestor. Jayme fala para Nestor suas desconfianças de onde Carolina arranjou dinheiro para pagar o hospital. Como visto no episódio 10, Carolina chega a um hotel para fazer sexo com Nestor. Com a morte de Sandra, Nestor aparece na TV alegando sua inocência do escândalo da lavagem de dinheiro e diz que Sandra era participante de uma quadrilha. Balthazar com a ajuda de Cassiano vazam o vídeo de Silvana na internet. João vai embora do apartamento de Cassiano divido a repercussão do vídeo. Jayme é enviado para atacar Balthazar, mas este último consegue fugir sem ser percebido e se abriga na casa de Cassiano. Diante do escândalo, Nestor força Silvana a dar uma entrevista alegando uma mentira. No dia seguinte, diante dos jornalistas, Nestor diz que Silvana foi coagida a falar tais acusações devido um sequestro, culpando Balthazar de ser o sequestrador. Silvana desmaia e no hospital, diz que não aguenta mais mentir e pede divórcio para Nestor, que não aceita. Nestor dar uma entrevista falando que Silvana tem esquizofrenia e que seu estado se agravou após o sequestro, e que ela será internada. Silvana liga para Balthazar pedindo ajuda. Carolina se encontra mais uma vez com Nestor. |              |               |                                                                    |                                             |                     |
| 34 | 14           | "Episódio 14" | França, Betti, Peregrino e Fernandez                               | Dias, Daguerre e Ademir                     | 2 de maio de 2024   |
| Depois do encontro com Nestor no episódio 10, Carolina pede para Nestor manter o caso em segredo de Jayme. Jayme confronta Carolina ao saber que ela agora é garota de programa e a mulher discute com ele. Na manhã seguinte, reflexiva pelo que aconteceu com Nestor, Carolina é consolada por Kellen, que lhe conta sua história na prostituição. Kellen fala que seu nome verdadeiro é Arlete, e que começou a se prostituir aos 18 anos para ajudar a pagar as dívidas da família. Após sua primeira noite, Kellen diz que sentiu-se suja e vergonhosa. Mais tarde, após chegar do enterro de Sandra, Kellen fala para Carolina que há um novo cliente pedindo por um encontro. Luara confronta Carolina por ela ter "roubado" Nestor dela, que é seu cliente fixo. Carolina vai para o hotel e descobre que o tal cliente novo é Jayme, os dois discutem e ela vai embora. A mulher tira satisfação com Kellen, onde esta última não sabia a identidade verdadeira do cliente e discute com Luara sobre ela ter ameaçado Carolina. Luara se encontra com Jayme e tenta uma proximidade com ele. Nestor conversa com Jayme a respeito do vídeo vazado de Silvana e diz saber que quem divulgou foi Balthazar, e o pede para ir matar o rapaz. Mais tarde, como visto no episódio anterior, Carolina aparece na casa de Nestor e os dois fazem sexo, e na manhã seguinte, ambos são confrontados pela filha de Nestor, Maria Eduarda, que chega de viagem para visitar a mãe Silvana. |              |               |                                                                    |                                             |                     |
| 35 | 15           | "Episódio 15" | França, Betti, Peregrino e Fernandez                               | Dias, Daguerre e Ademir                     | 2 de maio de 2024   |
| No cemitério, após sepultar Sandra, Cassiano e Balthazar tentam falar com Geíza, mas ela os manda ir embora, como visto no episódio 13. Desolada pela morte da filha, Geíza tenta o suicídio ao tomar muito calmante e deixar vazar o gás em sua casa. Abílio aparece na casa de Geíza para dar suas condolências e salva a mulher da morte. Geíza comenta que sente ódio de Abílio e o homem fala que também tentou se matar após o suicídio da esposa. Abílio fala que sua esposa se matou quando Renato tinha 8 anos, e que este último encontrou a mãe morta após chegar da escola, recusando-se a sair do lado da mãe quando os bombeiros chegaram na casa. Abílio fala que teve que encontrar forças para continuar vivendo para não deixar Renato sozinho. Abílio quer ajudar Geíza a se vingar, e a entrega a bala alojada na parede de sua casa, disparada por Geíza no episódio 11, para que haja uma comparação com a bala que matou Sandra. Desta forma, ela irá provar que Nestor é o assassino. Geíza leva a bala para Kellen e Darlan, onde este último entra em contato com um amigo da polícia para investigar o caso. Jayme descobre que estão começando a investigar a morte de Sandra e avisa a Nestor. Jayme invade a casa de Darlan e Kellen em busca de respostas, mas sai sendo ameaçado na mira de uma arma por Darlan. Kellen sugere que Geíza fuja para outra cidade e ela recusa. Nestor exige saber de Abílio quem pegou a bala para a investigação. |              |               |                                                                    |                                             |                     |
| 36 | 16           | "Episódio 16" | França, Betti, Peregrino e Fernandez                               | Dias, Daguerre e Ademir                     | 2 de maio de 2024   |
| Jordana mostra as imagens da câmera de segurança para Egisto, que desconfiado, decide investigar quem é a mulher que recebe o dinheiro de Milena. Egisto descobre a verdadeira identidade de Luara, que se chama Ana Cristina da Silva, contando-lhe que ela é garota de programa. Jordana fica chateada por Milena ter lhe dito que a mulher era uma prima enfermeira, que iria ajudar na suposta cirurgia de Santana. Egisto se encontra com Luara para descobrir qual a relação dela com Milena e com Diuzinho, mas a mulher nega ter conhecido seu morto namorado e que Milena só lhe emprestou dinheiro. Egisto promete dar mais dinheiro para Luara em busca da verdade. Após ser desmascarada por Egisto, Milena confronta Luara sobre tentar se aliar com Egisto. Mais tarde, as duas se unem para se livrarem de Egisto. Luara se encontra com Egisto a fim de lhe dizer toda a verdade, enquanto faz sexo com ele próximo a Torre de TV Digital de Brasília, Milena chega escondida e sabota o carro de Egisto. Após fazer isso, Milena vai para um show do encontro de paredões de Nandinho e dedica sua performance para Jordana. Egisto sofre um acidente e morre. Milena visita Jordana após o enterro de Egisto e a seduz, fazendo sexo com ela em seguida. |              |               |                                                                    |                                             |                     |
| 37 | 17           | "Episódio 17" | França, Betti, Peregrino e Fernandez                               | Dias, Daguerre e Ademir                     | 9 de maio de 2024   |
| Maria Eduarda é levada por Nestor até o hospital onde Silvana está internada. Silvana, ainda sob efeito de sedativos, consegue falar no ouvido da filha para que ela procure Balthazar. Desconfiada, Maria Eduarda começa a procurar pistas sobre como sua mãe parou no hospital. Nestor conta para Jayme sobre os áudios de Silvana enviados para Balthazar, e Jayme fala que eles precisam atrair Balthazar para uma armadilha. Jayme descobre a cooperativa de Larissa e sequestra a jovem. Nestor e Jayme forçam Larissa a ligar para Balthazar e o atrair para o Canto do Bode. A moça se comunica com o namorado mas revela que é uma armadilha, Balthazar vai até o restaurante e ameaça Nestor dizendo que outra pessoa irá vazar os áudios de Silvana pedido socorro, caso ele e a namorada não saiam vivos dali. Larissa pede para fugir com Balthazar, mas ele fala que não pode deixar de ajudar Silvana. Maria Eduarda vai de surpresa no hospital e consegue falar com a mãe que não está medicada, e Silvana lhe conta toda a verdade. Maria Eduarda se encontra com Balthazar e lhe pede ajuda para resgatar sua mãe do hospital, e mais tarde, ela vai disfarçada como enfermeira e consegue tirar sua mãe do quarto. Na entrada do hospital, Cassiano e Balthazar esperam as mulheres, que são pegas pelos seguranças na porta de saída. Nestor vai para o hospital e Maria Eduarda discute com ele sobre querer a mãe fora do lugar, e o homem mente dizendo que irá tentar persuadir os médicos a liberarem Silvana mais rápido. Nestor pede ajuda de Jayme para descobrir quem Maria Eduarda está entrando em contato e o sobrinho de Jayme, Elias, encontra o endereço de Cassiano. Na manhã seguinte, Nestor aparece no apartamento de Cassiano. |              |               |                                                                    |                                             |                     |
| 38 | 18           | "Episódio 18" | França, Betti, Peregrino e Fernandez                               | Dias, Daguerre e Ademir                     | 9 de maio de 2024   |
| Carolina fala para Júlia que conseguiu pagar a conta do hospital com or a parte da indenização pendente dos seus antigos quiosques. As duas planejam viajar para o Rio de Janeiro, quando Júlia ficar melhor. Jayme exige para Kellen que lhe entregue seu dinheiro de volta por não ter feito sexo com Carolina, como visto no episódio 14, mas Kellen não lhe devolve devido ele ter omitido sua verdadeira identidade. Para contornar a situação, Kellen oferece Luara para passar uma noite com Jayme. Durante o encontro, Jayme pergunta a Luara quem é o cliente de Carolina, e ela revela que é Nestor. Na manhã seguinte, Jayme vai até o apartamento de Carolina e diz saber a verdade sobre ela e Nestor. Carolina revela que preferiu se tornar prostituta do que se deitar novamente com Jayme. Sem a mulher saber, Jayme grava as falas de Carolina e vai até o hospital e mostra o áudio para Júlia, que passa mal e acaba morrendo. Carolina confronta Luara na frente de Kellen sobre o que ela disse ao tio e faz Kellen dispensar Luara da agência. Após o funeral da mãe, Carolina diz a Kellen que irá lhe pagar tudo antes de ir embora da cidade. Nestor chega a se encontrar com Carolina e lhe oferece estadia num apartamento, e ele fica sabendo por ela que Jayme sabe dos dois. Nestor confronta Jayme, pedindo-lhe para ele ficar longe de Carolina. Carolina descobre que Jayme visitou Júlia antes desta morrer, e o acusa de ter causado a morte da mãe. |              |               |                                                                    |                                             |                     |
| 39 | 19           | "Episódio 19" | França, Betti, Peregrino e Fernandez                               | Dias, Daguerre e Ademir                     | 9 de maio de 2024   |
| Geíza decide voltar para seu antigo apartamento, onde morava com Sandra em 2016. Ela encontra Pascoal e outro rapaz usando drogas dentro do local e os ameaça com uma faca. Depois, ao ser confrontada pelos rapazes, ela consegue contornar a situação e explicar sua história. Pascoal, que era amigo de Renato, diz que não irá pertubá-la. Abílio quer ajudar Geíza a se mudar e demonstra arrependimento e vergonha por suas ações por querer ser sempre um homem correto. Ele decide de vez ajudar a mulher colocar Nestor na cadeia. Abílio se encontra com Nestor e finge querer ajudá-lo ainda mais em seus negócios, e que irá providenciar outro CPF para o esquema corrupto. Ele tira fotos de alguns arquivos após a saída de Nestor do escritório e depois se encontra com Geíza para planejar uma invasão a casa de Nestor. Ao saber por Nestor que este último não estará em casa e que Maria Eduarda se mudou, Abílio vai com Geíza até a residência do político e desliga as câmeras de segurança para poderem entrar. Dentro da mansão, os dois procuram a arma que matou Sandra, mas ambos são surpreendidos com a chegada de Nestor e Carolina. Abílio e Geíza se escondem no closet do quarto de Nestor, enquanto este último faz sexo com Carolina. Geíza decide filmar o casal transando. |              |               |                                                                    |                                             |                     |
| 40 | 20           | "Episódio 20" | França, Betti, Peregrino e Fernandez                               | Dias, Daguerre e Ademir                     | 9 de maio de 2024   |
| Jornada e Milena vão para a delegacia e o delegado Dumas revela que o cabo de freio do carro de Egisto foi cortado, causando o acidente. Jordana fica chocada com a informação e deduz que possivelmente a morte de seu marido esteja ligada as vendas dos caça-níqueis. Luara se muda para casa de Milena e pede para que ela convença Jordana a lhe contratar na gravadora, e ameaça contar toda verdade caso Milena não consiga fazer isso. Em conversa com Milena, Jordana suspeita que Jayme tenha sido o responsável pela morte de Egisto e mais tarde as duas vão se encontrar com ele. Jayme alega não ter envolvimento no acidente e como retribuição por Jordana lhe vender os caça-níqueis, irá investigar quem matou o homem. Jordana leva Milena para conhecer a fazenda onde nasceu, uma grande produtora de algodão. Lá, as duas caminham pelos campos enquanto Jordana conta a história de sua família. Ao voltarem para casa, as mulheres são surpreendidas com a presença de Dumas, que pede para conversar com Jordana em particular. Mais tarde, Jordana fala para Milena que a polícia encontrou o celular de Egisto e que nele haviam conversas com Luara. Luara foi levada para a delegacia a fim de prestar depoimento, onde lá disse que Egisto era apenas seu cliente. Depois disso, Milena é ameaçada mais uma vez por Luara para ela conseguir seu emprego na gravadora, fazendo Milena procurar Jordana e explicar a situação. As duas então pensam na possibilidade de matarem Luara para que ela nunca conte a história de Diuzinho. |              |               |                                                                    |                                             |                     |
| 41 | 21           | "Episódio 21" | França, Betti, Peregrino e Fernandez                               | Dias, Daguerre e Ademir                     | 16 de maio de 2024  |
| Após ter sido ameaçado por Nestor, Cassiano conta para Balthazar sobre a visita inesperada do político em seu apartamento, e depois é consolado por João. O médico responsável pela internação de Silvana, mostra alguns resultados satisfatórios para Nestor e Maria Eduarda, garantindo que a mulher irá sair da clínica em três semanas. Maria Eduarda não acredita bem na história do médico, e decide se encontrar com Balthazar e Cassiano. Enquanto estava indo de táxi para se encontrar com os homens, Maria Eduarda é seguida por Elias, que agora está decidido a se tornar detetive particular. Maria Eduarda percebe que está sendo seguida e consegue despistar Elias. Ela conta para Balthazar e Cassiano que planeja fugir com a mãe com um dinheiro de sua poupança. Elias descobre que Cassiano e Balthazar se conhecem e diz para Nestor, porém, lhe cobra dinheiro para continuar vigiando os dois. Maria Eduarda conta para Nestor que sabe sobre a história de Balthazar, mas Nestor ameaça deixar Silvana internada caso a filha não pare de se encontrar com o rapaz. Nestor, mais tarde, fala com o médico e diz que irá tirar Silvana da clínica, mas pretende matá-la para que ela não conte toda a sua história. Ao ver as filmagens do assalto do Canto do Bode, Larissa reconhece que um dos assaltantes é seu ex, Túlio, e o confronta extremamente revoltada e indignada. Túlio usou o dinheiro do assalto para fundar sua cooperativa de motoboys. Túlio se encontra com Nestor se oferecendo para matar Balthazar, mas pede-lhe em troca a garantia de não ir preso. Balthazar é então atropelado por Túlio. |              |               |                                                                    |                                             |                     |
| 42 | 22           | "Episódio 22" | França, Betti, Peregrino e Fernandez                               | Dias, Daguerre e Ademir                     | 16 de maio de 2024  |
| Durante uma noite de encontro, Carolina pede para Nestor lhe ensinar a atirar. Ele a leva até um terreno baldio e a ensina. Na manhã seguinte, Carolina consegue pegar a arma de Nestor sem ele perceber e vai embora com ela. Elias diz para Jayme que para ele conquistar Carolina, precisa ser mais cortês. Ele sugere que o tio faça uma parceria com Darlan, para fazer algumas propagandas com Beth para o pet shop. Dessa forma, Carolina iria para as gravações ajudar Darlan. Jayme vai até a agência de Kellen e conversa com ela e Darlan sobre a parceria, o que é feita. Carolina não se importa em ajudar nas gravações, o que deixa Kellen desconfiada. Kellen descobre a arma de Nestor no apartamento de Carolina e a confronta, evitando o plano da mulher de matar Jayme. Kellen não permite que Carolina vá as gravações, mas chegado o dia, não ver outra escolha a não ser permiti-la ir com Darlan. Carolina e Darlan presenciam o atropelamento de Balthazar, e ficam chocados. As filmagens com Beth ocorrem bem, e no dia seguinte, Darlan passa mal e não consegue ir para o pet shop. Carolina é permitida por Kellen a ir sozinha e após as filmagens, Jayme se oferece a levá-la para casa. Carolina é assediada mais uma vez por Jayme no carro, mas ela consegue fazer com que ele fique ferido ao causar um acidente num túnel. Carolina consegue sair do carro pois estava de cinto de segurança, e leva Beth consigo, deixando Jayme desacordado. |              |               |                                                                    |                                             |                     |
| 43 | 23           | "Episódio 23" | França, Betti, Peregrino e Fernandez                               | Dias, Daguerre e Ademir                     | 16 de maio de 2024  |
| Como visto nas cenas finais do episódio 19, Geíza continua a filmar Nestor e Carolina fazendo sexo até Maria Eduarda chegar no quarto e interromper os dois. Ocorre uma discussão e assim que todos saem do quarto, Geíza e Abílio vão embora. Mais tarde, Abílio diz a Nestor que irá entregar o número de seu CPF e entrar no novo esquema de corrupção, supreendendo Nestor que o pede para tirar cópias dos documentos. À noite, Abílio fala para Geíza sobre seu plano, de assinar os documentos e mostrar a imprensa. Ele também declara que está apaixonado por Geíza e os dois se beijam. Na manhã seguinte, Geíza cuida das unhas de Kellen e se emociona ao falar de Sandra. Kellen resolve dar a arma que pegou de Carolina para que Geíza consiga levá-la para um exame balístico. Ao voltar para casa em um ônibus, Geíza ver Balthazar ser atropelado, mas não o reconhece, ficando chocada com o que aconteceu. Mais tarde, ela e Abílio vão para uma delegacia de apoio para mulheres onde Geíza conta sua história e mostra a arma para uma inspetora. A inspetora diz não poder ajudá-la pelo caso estar no departamento de Dumas, mas ela chama a imprensa. Na frente dos jornalistas, Geíza acusa Nestor de ter matado sua filha, mostra a arma e os documentos do novo esquema, exigindo justiça. O delegado Dumas, pressionado pelo Ministério Público, resolve prender Nestor e nega qualquer suborno do político. Geíza e Abílio começam uma relação, mas Nestor ao receber liberdade provisória, manda Jayme colocar drogas no apartamento de Abílio, para se vingar. Abílio então é detido por isso. |              |               |                                                                    |                                             |                     |
| 44 | 24           | "Episódio 24" | França, Betti, Peregrino e Fernandez                               | Dias, Daguerre e Ademir                     | 16 de maio de 2024  |
| Para manter Luara por perto, Jordana decide contratá-la em sua gravadora como assistente de Milena e lhe dá um carro e um apartamento, a fim de convencê-la a guardar o segredo sobre Diuzinho. À noite, Luara se encontra com Jayme e diz que agora não é mais prostituta, mas que os dois podem continuar se encontrando casualmente. Na manhã seguinte, Luara está presente na equipe de produção do videoclipe de Milena com os Barões da Pisadinha, ela faz algumas fotos da cantora com Jordana antes das filmagens serem interrompidas pelo atropelamento de Balthazar. Mais tarde, Milena visita sua mãe Silvana e as duas acabam discutindo devido a cantora passar muito tempo com Jordana. Milena vai para casa de Jornada e esta última pede para que ela more em sua casa. Após Milena ensaiar mais uma vez no estúdio com os Barões da Pisadinha, Luara tira algumas fotos da cantora com Jordana, fazendo está última ficar totalmente desconfiada da mulher. Jordana então decide mandar matar Luara, acreditando que ela pode lhe prejudicar em algum momento. Um motoqueiro armado persegue Luara em seu carro e erra o tiro, fazendo a mulher ir confrontar Milena e Jordana por isso, onde estas últimas negam ter envolvimento. Luara vai até o pet shop de Jayme e o encontra com a cabeça ferida devido o acidente do episódio 22. Ela conta o que lhe aconteceu e o leva até seu apartamento para mostrar uma jaqueta vermelha, que esconde as cópias dos documentos de Diuzinho no forro. Luara pede para que Jayme divulgue os documentos caso ela seja morta. Jordana não desiste do seu desejo de matar Luara, e vai até o apartamento da mulher com Milena. As duas reviram o lugar para montar uma cena de assalto, e quando Luara chega, Jordana atira nela, matando-a. |              |               |                                                                    |                                             |                     |
| 45 | 25           | "Episódio 25" | França, Betti, Peregrino e Fernandez                               | Dias, Daguerre e Ademir                     | 23 de maio de 2024  |
| Um motoboy acabou vendo quem atropelou Balthazar, e informa a outro colega, Fernando. Fernando vai para o hospital e fala para Larissa que o culpado é Túlio. Larissa mobiliza todos os entregadores delivery para procurarem Túlio. Balthazar tem uma parada respiratória e quase morre, mas ressuscita após ter uma visão de sua avó Regina. Túlio pede ajuda a Nestor, é ignorado por ele e depois é capturado pelos motoboys. Túlio é preso e conta o envolvimento de Nestor com o atropelamento, Jayme descobre isso e informa a Nestor. O político pede para Jayme persuadir Túlio a dar outra versão em seu depoimento: que roubou o carro da concessionária de Nestor e que envolveu o nome do político por desespero. Dias depois, Balthazar recebe alta do hospital e recebe, enfim, a indenização do Estado por ter sido preso e condenado injustamente. Silvana também sai da clínica, e é submetida a fingir uma vida feliz com a família para as redes sociais de Nestor. Balthazar e Larissa se casam e isso repercute nas redes sociais, onde o jornal local publica uma matéria dizendo: "Entregadores organizam casamento e viralizam". Balthazar e Larissa, enfim, vão embora de Ceilândia. |              |               |                                                                    |                                             |                     |
| 46 | 26           | "Episódio 26" | França, Betti, Peregrino e Fernandez                               | Dias, Daguerre e Ademir                     | 23 de maio de 2024  |
| Após o acidente, Carolina vai até a agência de Kellen e conta para Darlan o que aconteceu e que Bete está desaparecida. Darlan fica desesperado pelo sumiço de sua cachorra e vai até o pet shop de Jayme confrontá-lo, acreditando que ele é responsável pelo sumiço de Bete. Jayme nega estar com a cachorra e que quando acordou no carro a caixinha de Bete estava aberta e ela não estava lá. Na manhã seguinte, Darlan espalha cartazes oferecendo R$ 10.000 de recompensa, para quem encontrar a cadela. Carolina tira fotos de Bete suja de tinta vermelha para representar sangue, e envia as fotos para Darlan em um número desconhecido, a fim de irritar o homem ainda mais. Gabriel visita Carolina e ela conta as frustrações que sente dela mesma após todos os eventos recentes. Darlan começa a ficar mais paranóico sobre acreditar que Jayme está com Bete para se vingar do confronto que Kellen teve com Nestor. Kellen e Darlan brigam. Carolina visita Jayme no pet shop para dizer que irá embora de Ceilândia e vai até o banheiro para deixar Bete escondida. Ela vai avisar Darlan sobre onde a cachorra está, e junto com ele e Kellen, Carolina volta até o pet shop e testemunha Darlan atirar em Jayme após resgatar Bete. Darlan e Kellen fogem e Carolina observa Jayme morrer. Gabriel conta para Carolina que a indenização dos quiosques saiu e os dois fazem sexo. No dia seguinte, o jornal local publica quatro notícias e uma delas diz: "Empresário, já preso por estupro, é assassinado por causa de cadela influencer". Kellen descobre que Carolina armou para ela e seu marido. Carolina, enfim, vai embora de Ceilândia. |              |               |                                                                    |                                             |                     |
| 47 | 27           | "Episódio 27" | França, Betti, Peregrino e Fernandez                               | Dias, Daguerre e Ademir                     | 23 de maio de 2024  |
| Geíza visita Abílio na prisão e fala que ele pode ficar preso por 5 anos, mas garante que irá encontrar um advogado para ele. Ele demonstra preocupação por ela, pois Nestor pode encontrá-la no antigo apartamento dela. Geíza se encontra com Kellen e desabafa sobre tudo que está acontecendo. Kellen sugere para que ela procure outra forma de tirar Abílio da prisão, sem pagar advogado. Geíza faz um trato com Pascoal, que tem contatos na prisão para ajudar Abílio a escapar. Em troca, Geíza dará seu apartamento para Pascoal. Geíza fala para Abílio sobre a fuga e pede para que ele se prepare quando a hora chegar. Silvana vai com Maria Eduarda até o apartamento desta última e pede para que a filha fuja pela sua segurança, mas Maria Eduarda pede para que elas apóiem Nestor deixando Silvana confusa. Através de mensagem de texto, Maria Eduarda diz para a mãe que o apartamento tem câmeras. Nestor se encontra com Abílio para tentar persuadi-lo, mas Abílio diz que irá contar toda a verdade sobre o esquema de corrupção. Nestor pede para Jayme entrar em contato com algum presidiário e matar Abílio e se encontrar com os traficantes do Sol Nascente. Jayme oferece dinheiro para Pascoal, a fim de fazê-lo matar Geíza. Pascoal não faz isso e deixa a mulher fugir da cominidade pela afinidade que construiu com ela. Geíza se abriga na casa de Kellen. Silvana dá dinheiro para Maria Eduarda fugir e mais tarde, mata Nestor enquanto ele a estupra. No dia seguinte, o jornal local publica quatro notícias e uma delas diz: "Nestor Rebouças é assassinado pela esposa que estava internada". Abílio escapa da prisão e vai embora de Ceilândia com Geíza. |              |               |                                                                    |                                             |                     |
| 48 | 28           | "Episódio 28" | França, Betti, Peregrino e Fernandez                               | Dias, Daguerre e Ademir                     | 23 de maio de 2024  |
| Após ter matado Luara, Jordana e Milena se livram da arma. Jayme chega no apartamento de Luara e a encontra morta, ele busca a jaqueta vermelha mas não a encontra. Jordana e Milena estão com a jaqueta e recupera as últimas cópias dos documentos de Diuzinho. Jordana queima as cópias. Na manhã seguinte, Jordana leva Milena e Santana até um outdoor onde há uma imagem da cantora com uma data marcada para um show. As mulheres ficam felizes por isso. Jayme fala com o delegado Dumas para liberar o depoimento de Luara sobre sua relação com Egisto, e fala sobre as coincidências entre a ex-prostituta, a cantora e a empresária. Jayme vai até o local onde Luara se encontrou pela última vez com Egisto, e descobre um pacote de biscoito preferido da mulher e uma pulseira de Milena. Antes do show de Milena, Jayme entrega o que encontrou para Jordana e pede para ela tirar suas próprias conclusões. Jordana mostra o que recebeu para Milena, mas esta última nega qualquer envolvimento na morte de Egisto e se declara apaixonadamente por Jordana. O show de Milena é um sucesso e o jornal local publica uma notícia dizendo: "Jordana Juarez emplaca mais uma estrela, conheça Milena, a nova voz do piseiro". Por fim, Jordana decide viajar com Milena e as duas curtem um pôr-do-sol numa praia. |              |               |                                                                    |                                             |                     |

## Prêmios e indicações
| Ano  | Prêmio                   | Categoria              | Nomeação      | Resultado | Ref.   |
| ---- | ------------------------ | ---------------------- | ------------- | --------- | ------ |
| 2024 | Prêmio Potências         | Atriz Coadjuvante      | Belize Pombal | Indicada  | [ 32 ] |
| 2024 | Melhores do Ano          | Série do Ano           | Manuela Dias  | Venceu    | [ 33 ] |
| 2024 | Melhores do Ano          | Melhor Ator de Série   | Juan Paiva    | Venceu    | [ 33 ] |
| 2024 | Melhores do Ano          | Melhor Atriz de Série  | Belize Pombal | Indicada  | [ 33 ] |
| 2024 | Prêmio F5                | Melhor Série           | Manuela Dias  | Indicada  | [ 34 ] |
| 2024 | Prêmio F5                | Melhor Ator            | Alice Wegmann | Indicada  | [ 34 ] |
| 2024 | Prêmio APCA de Televisão | Melhor Série de Ficção | Manuela Dias  | Indicada  | [ 35 ] |